# Lubomin Rządowy
Lubomin Rządowy is een plaats in het Poolse district  Włocławski, woiwodschap Koejavië-Pommeren. De plaats maakt deel uit van de gemeente Boniewo en telt 100 inwoners.